# Opisthoxia bracteata
Opisthoxia bracteata là một loài bướm đêm trong họ Geometridae.